# Xã Riga, Michigan
Xã Riga (tiếng Anh: Riga Township) là một xã thuộc quận Lenawee, tiểu bang Michigan, Hoa Kỳ. Năm 2010, dân số của xã này là 1.406 người.